# Mianowice (województwo pomorskie)
Mianowice (kaszb. Miônowice, niem. Mahnwitz) – osada w Polsce położona w województwie pomorskim, w powiecie słupskim, w gminie Damnica nad rzeką Charstnicą przy drodze krajowej nr 6.
W okolicy Mianowic znajduje się pomnik upamiętniający starcie polskich legionistów z wojskami pruskimi w 1807.
W latach 1975–1998 miejscowość administracyjnie należała do województwa słupskiego.

## Nazwa
Nazwa, wzmiankowana po raz pierwszy w formie Manewitz w 1577, ma pochodzenie słowiańskie. Co do jej charakteru wysunięto następujące hipotezy etymologiczne:
- nazwa dzierżawcza, wyprowadzona od nazwy osobowej Man przy pomocy formantu -owice[6],
- nazwa rodowa, wyprowadzona od nazwy osobowej *Manowic[6].

Nazwa niemiecka jest adaptacją fonetyczną pierwotnej nazwy słowiańskiej. Współczesna nazwa polska Mianowice w miejsce oczekiwanej *Manowice jest wynikiem niedokładnej resubstytucji nazwy niemieckiej z adideacją do nazwy osobowej Mian.
Rada Języka Kaszubskiego proponuje oparte na polskiej kaszubskie formy nazwy Miónowice i Miónejce.